# Valasjärvet
Valasjärvet är två varandra näraliggande insjöar i Pöytis kommun i Egentliga Finland i Finland
- Vähä Valasjärvi, 60°51′36″N 22°17′15″Ö / 60.8601°N 22.2876°Ö (18 ha)
- Iso Valasjärvi, 60°51′48″N 22°16′15″Ö / 60.8634°N 22.2709°Ö (38 ha)